# Глуховка (Омская область)
Глу́ховка — село в Калачинском районе Омской области России. Центр Глуховского сельского поселения.

## История
Село было основано в первой половине XIX века. В 1900 году в одном из отчётов было указано, что Глуховка была основана ранее 1825 года переселенцами из Воронежской губернии.
Первоначально называлось деревней Новой, с 1850-х стало называться деревней Глуховской. До 1895 года входило в Сыропятскую волость Тюкалинского уезда Тобольской губернии. С 1895 года в составе Куликовской волости Тюкалинского уезда Тобольской губернии. С 1918 года в составе Куликовской волости Калачинского уезда. С 1925 года в Калачинском районе Омского округа Сибирского края. С 1934 года в Калачинском районе Омская области.

## Население
| 2002 | 2010 |
| ---- | ---- |
| 830  | ↘722 |

Население в 1926 году: 1220 человек